# 第20空軍 (アメリカ軍)
第20空軍（英語: Twentieth Air Force）はアメリカ空軍・地球規模攻撃軍団（AFGSC）に属する航空軍の一つ。司令部はワイオミング州・フランシス E. ワーレン空軍基地に所在する。大陸間弾道ミサイルを有する部隊であり、アメリカ戦略軍の指揮下にある。
司令官職は少将をもって充てるポストとされている。

## 歴史
創設は1944年。ヘンリー・アーノルド指揮下の戦略爆撃機部隊として編成された。第二次世界大戦中は、B-29を保有し、CBI戦域および太平洋戦域に投入され、1945年には指揮下の第509混成部隊が日本への原子爆弾投下を行っている。飢餓作戦と呼ばれる機雷敷設任務にも従事して、大きな戦果を上げた。
その後は、朝鮮戦争にも投入された。さらに、戦略ミサイル部隊に改編され、現在に至っている。

## 隷下部隊
- 第90ミサイル航空団（ミニットマンIII）
- 第91ミサイル航空団（ミニットマンIII）
- 第341ミサイル航空団（ミニットマンIII）
- 第625戦略作戦飛行隊